# Double (musique)
Un Double en musique baroque est une manière d'orner la reprise du morceau vocal ou instrumental ; terme quasi synonyme de la variation, bien que la signification ne soit pas exactement la même.

## Ornement du simple
Après la première strophe (le simple), vient la seconde et les suivantes qualifiés de doubles. Le procédé privilégié dans ces reprises, est l'ornement par diminution. Marin Mersenne dans son Harmonie universelle (1636) exprime comment ce procédé exige « le sens et l'intelligence » de la structure métrique.
Trente ans plus tard, Jean Millet, dans La Belle Méthode ou l'Art de bien chanter (1666) dit qu'il faut respecter la mesure dans le simple et laisser parler son imagination dans les doubles.
Les doubles sont fréquents dans la suite de tradition française, à la suite de Chambonnières, Louis Couperin et Nicolas Lebègue. Cette tradition perdure pendant toute la période du baroque.

## Moyen Âge
Le terme double, du Moyen Âge jusqu'au XVIe siècle, désigne l'intervalle d'octave. Dans la Nouvelle instruction familière (Paris 1558) de Michel de Menehou l'expression est encore présente dans la locution « double sus double » pour désigner la double octave.

## Orgue
Le double, à l'orgue, est l'ancien nom de l'octave de 4'.